# 로스트 인 더스트
《로스트 인 더스트》(영어: Hell or High Water)는 데이비드 매켄지가 감독, 테일러 셰리던이 각본을 맡은 2016년 개봉한 미국의 서부, 범죄 스릴러 영화이다. 가족의 농장을 지키기 위해 연쇄 은행강도 행위를 벌인 형제의 내용을 담고 있으며, 제프 브리지스, 크리스 파인, 벤 포스터등이 출연했다.

## 등장인물
- 크리스 파인 - 토비 하워드
- 벤 포스터 - 태너 하워드
- 제프 브리지스 - 마커스 해밀턴
- 케이티 믹슨 - 제니 앤
- 길 버밍햄 - 알베르토 파커
- 마린 아일랜드 - 데비 하워드
- 데일 디키 - 엘시
- 케빈 랜킨 - 빌리 레이번
- 멜러니 패펄리아 - 카지노 창녀
- 엠버 미드썬더 - 나탈리 마르티네즈